# Michel Bouquet
Pour les articles homonymes, voir Michel Bouquet (homonymie) et Bouquet.
Michel Bouquet est un acteur français, né le 6 novembre 1925 dans le 14e arrondissement de Paris et mort le 13 avril 2022 dans le 18e arrondissement de Paris.
Très actif au théâtre, il collabore avec le TNP de Jean Vilar et le premier Festival d'Avignon, mais également avec des metteurs en scène aussi divers que Jean Anouilh, Claude Régy, Jean-Louis Barrault ou Michel Fau. Au cinéma, il joue pour plusieurs générations de cinéastes, parmi lesquels Robert Guédiguian, Anne Fontaine, Bertrand Blier, ainsi qu'Abel Gance, Henri-Georges Clouzot, Jean Grémillon, Henri Verneuil ou encore Claude Chabrol et François Truffaut.
Michel Bouquet est considéré comme l'un des comédiens français les plus importants. Il a obtenu à deux reprises le César du meilleur acteur (en 2002 et 2006) ainsi que deux fois le Molière du comédien (en 1998 et 2005) pour sept nominations. En 2014, Fabrice Luchini lui remet un Molière d'honneur.

## Biographie

### Enfance, formation et débuts
Michel Bouquet naît le 6 novembre 1925 dans le 14e arrondissement de Paris. Il est le benjamin d'une famille de quatre garçons.
Fils d'un chef comptable à la préfecture de police de Paris, rescapé de la Première Guerre mondiale, et petit-fils d'un cordonnier, Michel Bouquet est envoyé à l’âge de 7 ans en pension à l'école Fénelon de Vaujours avec ses trois frères, expérience difficile qui marque cet enfant réservé qui doit affronter la cruauté de ses camarades. Après ses études, il enchaîne divers métiers : apprenti pâtissier, mécanicien-dentiste, manutentionnaire, employé de banque… pour aider sa mère, modiste, restée seule pour élever ses enfants, son père étant prisonnier au début de la Seconde Guerre mondiale. Passionnée de théâtre, de cinéma et de musique, elle fait découvrir à son fils les salles de spectacle de la capitale.

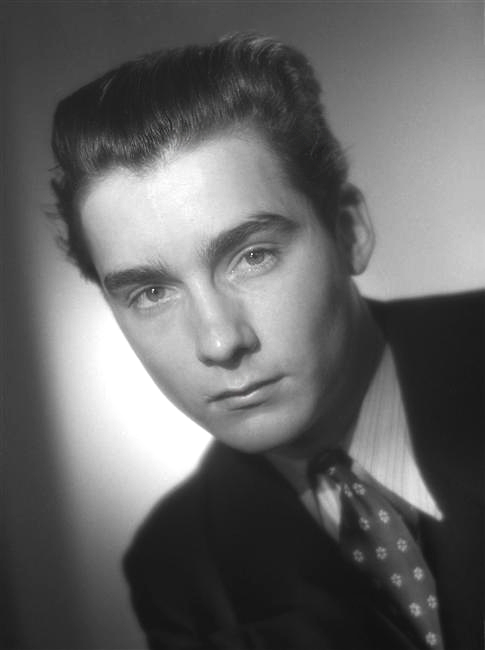
Michel Bouquet en 1943 (photo studio Harcourt).

En 1943, alors que sa mère le croit à la messe, Michel Bouquet se rend chez Maurice Escande, sociétaire de la Comédie-Française, qui lui propose de suivre ses cours. Intégrant le Conservatoire d'art dramatique de Paris en compagnie de Gérard Philipe, il sera un compagnon de la première heure de Jean Anouilh et André Barsacq au théâtre de l'Atelier, puis de Jean Vilar au TNP et au Festival d'Avignon. Il débute sur les planches en 1944 dans La Première Étape, puis obtient son premier rôle principal dans Roméo et Jeannette de Jean Anouilh.

### Carrière au théâtre
Michel Bouquet a marqué le théâtre, en participant notamment aux créations des pièces d'Albert Camus et de Jean Anouilh, à l'introduction en France de l'œuvre de Harold Pinter, et en reprenant souvent quelques grands rôles du répertoire classique. Ainsi a-t-il interprété à plusieurs reprises Le Neveu de Rameau de Diderot, L'Avare et Tartuffe de Molière (Globe de cristal du meilleur comédien en 2018), ou encore Le roi se meurt d'Eugène Ionesco, rôle qui lui vaut son second Molière du comédien lors de sa reprise en 2005.
Parmi ses prestations les plus remarquées, on peut citer En attendant Godot en 1978 et Fin de partie en 1995 de Samuel Beckett, Le Neveu de Rameau en 1984, La Danse de mort de Strindberg également en 1984, Le roi se meurt en 1994, Les Côtelettes de Bertrand Blier (pour laquelle il reçoit son premier Molière du comédien) en 1997, Avant la retraite de Thomas Bernhard en 1998 ou encore À torts et à raisons de Ronald Harwood en 2000.
En 1977, il est nommé professeur au Conservatoire national supérieur d'art dramatique.
Il reçoit le Molière d'honneur en 2014 pour l'ensemble de sa carrière.

### Carrière au cinéma
Michel Bouquet fait sa première apparition au cinéma dans Monsieur Vincent de Maurice Cloche en 1947, aux côtés de Pierre Fresnay et Jean Carmet.
Il alterne théâtre et cinéma tout en affirmant préférer les planches à l'écran. Il s'est notamment fait connaître par ses interprétations de bourgeois typique des années 1970 dans l'œuvre de Claude Chabrol et de François Truffaut, sans hésiter à endosser des rôles antipathiques, à jouer des personnages équivoques, sombres, énigmatiques. Sa silhouette ronde, son visage d’ascète et sa voix grave lui confèrent singularité et profondeur. Il illustre l'étendue de son talent aussi bien dans la comédie que dans le drame. Il est aujourd'hui considéré comme l'un des plus grands acteurs français.
Chez François Truffaut, il est Comolli, le détective privé assassiné par Jean-Paul Belmondo dans La Sirène du Mississipi (1969) et l'une des victimes de Jeanne Moreau dans La mariée était en noir. Pour Chabrol, il a joué le mari trompé par Stéphane Audran dans La Femme infidèle, suivi par un rôle de beau-père méchant toujours avec Audran dans La Rupture. Dans les années 1970, Bouquet est le flic vengeur qui se perd, confronté à un système policier en pleine déliquescence, dans Un condé (1970) d'Yves Boisset, puis un flic obstiné qui terrorise Alain Delon dans Deux hommes dans la ville (1972), candidat aux élections législatives dans Défense de savoir (1973) de Nadine Trintignant, le patron de presse hospitalisé qui est entouré par Claude Jade dans Les Anneaux de Bicêtre (1976), mais il est aussi dans la même année le redoutable milliardaire dans la comédie Le Jouet de Francis Veber. Dans cette décennie il a joué deux rôles sombres pour André Cayatte, dans Il n'y a pas de fumée sans feu et La Raison d'État. Autre film au sujet politique est L'Attentat d'Yves Boisset.
Dans les années 1980, il incarne un notaire pourri et l'ennemi de Stéphane Audran dans Poulet au vinaigre (1985), encore chez Chabrol. Il a endossé en 1982 le rôle de Javert dans Les Misérables, version de Robert Hossein (avec Lino Ventura en Jean Valjean et Jean Carmet en Thénardier), et avec un tel talent que nombre d'hugoliens considèrent cette interprétation comme l'incarnation même de Javert. Il a joué également dans de nombreuses séries et téléfilms, notamment dans Les Cinq Dernières Minutes avec Raymond Souplex, ou dans Maigret avec Bruno Cremer.
Dans les années 1990, il est pour Alain Corneau le peintre Lubin Baugin dans Tous les matins du monde, suivi vingt ans après par le peintre Auguste Renoir dans Renoir (2012).
À propos du jeu précis de Michel Bouquet en tant qu'acteur de cinéma, Claude Jade, sa partenaire dans Les Anneaux de Bicêtre, écrit dans son livre Baisers envolés : « Michel Bouquet est d'une précision extrême et ne laisse rien au hasard. Je suis très impressionnée par sa concentration et sa capacité de travail ; il se prépare parfaitement à ce rôle de magnat de la presse subitement frappé d'hémiplégie et d'aphasie après une attaque cérébrale. Il ne dira son texte qu'en voix off. Quand arrive le tournage, rien ou presque n'est semblable à ce que nous avions imaginé ; les bruits extérieurs sont déroutants, l'agencement de la chambre d'hôpital, reconstituée dans une maison, est différent. Pourtant, grâce à tout ce travail préalable, Michel Bouquet s'adapte, faisant parfois même le contraire de ce qu'il avait prévu, et il est superbe. Et il est un homme d'une parfaite courtoisie ».

### À partir des années 2000
Michel Bouquet reçoit le César du meilleur acteur en 2002 pour son rôle de père qui revient bouleverser la vie de son fils dans Comment j'ai tué mon père d'Anne Fontaine. Il remporte à nouveau cette récompense quatre ans plus tard pour son interprétation de François Mitterrand dans Le Promeneur du Champ-de-Mars de Robert Guédiguian.
Il devait tourner le film Le Goût des myrtilles avec Marie Otal, qui devait jouer son amante, mais celle-ci meurt le 17 novembre 2009 à Bruxelles, peu de temps avant le tournage[réf. nécessaire]. Il cède sa place à Michel Piccoli.
Le 26 décembre 2011, il annonce qu'il renonce à se produire sur scène, mais continue néanmoins à participer à des productions de films pour le cinéma ou la télévision. Toutefois, en 2013-2014, il reprend Le roi se meurt, puis en 2015-2016 À torts et à raisons de Ronald Harwood, et en 2017, à l'âge de 91 ans, Le Tartuffe de Molière, dans une mise en scène de Michel Fau.

### Vie privée
Michel Bouquet rencontre en 1945 Ariane Borg (1915-2007), elle-même comédienne. Il l'épouse en 1954 et la quitte en 1967. Il se marie en 1970 avec Juliette Carré, qui a été sa partenaire sur scène plusieurs fois. Il n'a pas de lien de parenté avec la comédienne Carole Bouquet.
Au cours d'une interview, il déclare : « Je suis un anarchiste calme », voulant ainsi éclairer malicieusement l'image que les médias donnent de lui, celle d'une personne calme, voire austère, autant par son physique que par son langage, destiné le plus souvent à représenter la loi et l'autorité.
En septembre 2018, à la suite de la démission de Nicolas Hulot, il signe la tribune contre le réchauffement climatique intitulée « Le plus grand défi de l'histoire de l'humanité », qui paraît en « une » du journal Le Monde avec pour sous-titre « L'appel de 200 personnalités pour sauver la planète ».

### Mort
Michel Bouquet meurt le 13 avril 2022 à l'âge de 96 ans, à l'hôpital Bretonneau,,,, dans le 18e arrondissement de Paris. De nombreux hommages lui sont rendus par ses pairs, comme Carole Bouquet, Fabrice Luchini ou Alain Delon.
Ses obsèques se tiennent dans la plus stricte intimité à l'église d'Étais-la-Sauvin, dans l'Yonne, quelques jours plus tard. Il est inhumé dans le caveau de famille de sa dernière épouse au cimetière communal.
Un hommage national aux Invalides lui est rendu le 27 avril, présidé par Emmanuel Macron, qui a évoqué la perte d'un « monstre sacré ». De nombreux anonymes et personnalités y assistent, dont Fabrice Luchini, Muriel Robin et Pierre Arditi qui prennent la parole chacun son tour, tous trois ayant bien connu le comédien. Les acteurs Kad Merad, Catherine Frot, Francis Huster, Julie Gayet ou encore le réalisateur Costa-Gavras répondent à l'appel également.

## Théâtre

### 1943-1949
- 1943 : Première Étape de Claude Géraldy[19], mise en scène Jean-Jacques Daubin, studio des Champs-Élysées[20]
- 1944 : Le Tartuffe ou l'Imposteur de Molière : Damis[21][Où ?]
- 1944 : Le Voyage de Thésée de Georges Neveux, mise en scène Jean Marchat, théâtre des Mathurins
- 1945 : Caligula d'Albert Camus, mise en scène Paul Œttly, théâtre Hébertot : Scipion
- 1945 : Le Treizième Arbre d'André Gide, théâtre des Mathurins : le vicomte
- 1945 : Danton de Romain Rolland, mise en en scène Pierre Aldebert, avec la troupe du Théâtre national populaire, théâtre Pigalle : Robespierre[22]
- 1946 : Roméo et Jeannette de Jean Anouilh, mise en scène André Barsacq, théâtre de l'Atelier : Lucien
- 1946 : Le Rendez-vous de Senlis de Jean Anouilh, mise en scène André Barsacq, théâtre de l'Atelier : Robert
- 1947 : L'Invitation au château de Jean Anouilh, mise en scène André Barsacq, théâtre de l'Atelier : Horace-Frédéric
- 1947 : La Terrasse de midi de Maurice Clavel, mise en scène Jean Vilar, Festival d'Avignon : Jean
- 1948 : Le Revizor de Nicolas Gogol, mise en scène André Barsacq, théâtre de l'Atelier : Ivan Alexandrovitch Khlestakov
- 1949 : Les Justes d'Albert Camus, mise en scène Paul Œttly, théâtre Hébertot : Stepan Fedorov

### 1950-1959
- 1950 : Henri IV de William Shakespeare, mise en scène Jean Vilar, Festival d'Avignon : prince Henri de Galles
- 1951 : Cucendron ou la Pure Agathe de Robert Favart, mise en scène Christian-Gérard, théâtre Saint-Georges : Bob
- 1952 : Le Profanateur de Thierry Maulnier, mise en scène Tania Balachova, théâtre Antoine : Alde Pozzi
- 1953 : La Mort de Danton de Georg Büchner, mise en scène Jean Vilar, Théâtre national de Chaillot : Saint-Just
- 1953 : La Tragédie du roi Richard II de William Shakespeare, mise en scène Jean Vilar, Festival d'Avignon : le duc d'Aumerle
- 1953 : Le Médecin malgré lui de Molière, mise en scène Jean-Pierre Darras, Festival d'Avignon : Léandre
- 1953 : Dom Juan ou le Festin de Pierre de Molière, mise en scène Jean Vilar, Festival d'Avignon : Pierrot
- 1953 : L'Alouette de Jean Anouilh, mise en scène de l'auteur et Roland Piétri, théâtre Montparnasse : Charles VII
- 1956 : Chatterton d'Alfred de Vigny, mise en scène Michel Bouquet, théâtre de l'Œuvre : Thomas Chatterton
- 1956 : Pauvre Bitos ou le Dîner de têtes de Jean Anouilh, mise en scène de l'auteur et Roland Piétri, théâtre Montparnasse : André Bitos / Robespierre
- 1956 : La Belle Dame sans merci de Jean Le Marois, mise en scène Marcelle Tassencourt, théâtre Hébertot : Arlequin
- 1957 : Pauvre Bitos ou le Dîner de têtes de Jean Anouilh, mise en scène de l'auteur et Roland Piétri, comédie des Champs-Élysées, théâtre des Célestins : André Bitos / Robespierre
- 1958 : La Maison des cœurs brisés de George Bernard Shaw, mise en scène Ariane Borg et Michel Bouquet, théâtre de l'Œuvre : Mazzini Dunn
- 1959 : Les Possédés d'Albert Camus d'après Fiodor Dostoïevski, mise en scène Albert Camus, théâtre Antoine : Pierre Stepanovitch Verkhovensky

### 1960-1969
- 1960 : Carlota de Miguel Mihura, mise en scène Jacques Mauclair, théâtre Édouard-VII : Charlie Carrington
- 1960 : La Double Vie de Théophraste Longuet de Jean Rougeul d'après Gaston Leroux, mise en scène René Dupuy, théâtre Gramont : l'inspecteur Mifroid
- 1961 : Rhinocéros d'Eugène Ionesco, mise en scène Jean-Louis Barrault, théâtre des Célestins, tournée : Bérenger
- 1961 : L'Express-liberté de Lazare Kobrynski, mise en scène de l'auteur, Odéon-Théâtre de France : le chorégraphe
- 1961 : La Paix d'après Aristophane, mise en scène Jean Vilar, TNP Théâtre national de Chaillot : Hermès
- 1962 : L'Avare de Molière, mise en scène Jean Vilar, TNP théâtre de Chaillot, Festival d'Avignon : maître Jacques
- 1963 : Meurtre dans la cathédrale de T. S. Eliot, Festival d'Avignon[23]
- 1964 : Les Jouets de Georges Michel, mise en scène Arlette Reinerg, théâtre Gramont : Lui
- 1964 : L'Alouette de Jean Anouilh, mise en scène Jean Anouilh et Roland Piétri, Festival de la Cité Carcassonne : Charles VII
- 1964 : Yerma de Federico García Lorca, mise en scène Bernard Jenny, théâtre Hébertot[24]
- 1965 : La Collection et L'Amant d'Harold Pinter, mise en scène Claude Régy, théâtre Hébertot
- 1965 : L'Accusateur public de Fritz Hochwälder, mise en scène Claude Régy, théâtre des Mathurins : Fouquier-Tinville
- 1965 : La Collection d'Harold Pinter, mise en scène Claude Régy, théâtre Antoine : James
- 1966 : La Tempête de William Shakespeare, Genève
- 1967 : L'Anniversaire d'Harold Pinter, mise en scène Claude Régy, théâtre Antoine : Stanley Webber
- 1967 : Pauvre Bitos ou le Dîner de têtes de Jean Anouilh, mise en scène de l'auteur et Roland Piétri, théâtre de Paris : André Bitos / Robespierre
- 1967 : Témoignage irrecevable de John Osborne, mise en scène Claude Régy, théâtre des Mathurins : Bill Crowford
- 1967 : L'Alouette de Jean Anouilh, mise en scène Jean Anouilh et Roland Piétri, théâtre de Paris : Charles VII
- 1968 : Le Boulanger, la Boulangère et le Petit Mitron de Jean Anouilh, mise en scène Jean Anouilh et Roland Piétri, comédie des Champs-Élysées : Louis XVI

### 1970-1979
- 1970 : Alice dans les jardins du Luxembourg de et mise en scène Romain Weingarten, théâtre des Mathurins : Dodu
- 1975 : Monsieur Klebs et Rosalie de René de Obaldia, mise en scène Jacques Rosny, théâtre de l'Œuvre : Ivan Klebs
- 1977 : Gilles de Rais de Roger Planchon, mise en scène de l'auteur, TNP Villeurbanne, théâtre national de Chaillot : Gilles de Rais
- 1978 : Almira de Pierre-Jean de San Bartholomé, mise en scène de l'auteur, Espace Cardin
- 1978 : La Nuit des Tribades de Per Olov Enquist, mise en scène Raymond Rouleau, théâtre Moderne
- 1978 : Le Neveu de Rameau de Denis Diderot, mise en scène Jacques-Henri Duval, théâtre des Célestins, tournée Herbert-Karsenty : Lui
- 1978-1979 : En attendant Godot de Samuel Beckett, mise en scène Otomar Krejča, Festival d'Avignon : Pozzo
- 1979-1980 : No Man's Land d'Harold Pinter, mise en scène Roger Planchon, TNP Villeurbanne, théâtre du Gymnase Marie-Bell, théâtre de la Porte-Saint-Martin, Nouveau Théâtre de Nice : Spooner

### 1980-1989
- 1980 : Macbeth de William Shakespeare, mise en scène Jacques Rosner, théâtre des Bouffes-du-Nord : Macbeth
- 1983 : Le Neveu de Rameau de Denis Diderot, mise en scène Georges Werler, théâtre de l'Atelier : Lui
- 1984 : La Danse de mort d'August Strindberg, mise en scène Claude Chabrol, théâtre de l'Atelier
- 1985 : En attendant Godot de Samuel Beckett, mise en scène Otomar Krejča, Festival d'Avignon : Pozzo
- 1986 : Le Chauffoir d'Harold Pinter, mise en scène Robert Dhéry, théâtre de l'Atelier : Roote
- 1987 : Le Malade imaginaire de Molière, mise en scène Pierre Boutron, théâtre de l'Atelier : Argan
- 1987-1988 : L'Avare de Molière, mise en scène Pierre Franck, théâtre de l'Atelier, théâtre Hébertot : Harpagon

### 1990-1999
- 1990-1991 : Le Maître de go de Yasunari Kawabata, mise en scène Jean-Paul Lucet, théâtre des Célestins, théâtre de l'Atelier
- 1994 : Le roi se meurt d'Eugène Ionesco, mise en scène Georges Werler, théâtre de l'Atelier : Bérenger Ier
- 1995-1996 : Fin de partie de Samuel Beckett, mise en scène Armand Delcampe, théâtre de l'Atelier, théâtre des Célestins, tournée : Hamm
- 1997 : Avant la retraite de Thomas Bernhard, mise en scène Armand Delcampe, théâtre Jean-Vilar d'Ottignies-Louvain-la-Neuve : Rudolf Höller
- 1997-1998 : Les Côtelettes de Bertrand Blier, mise en scène Bernard Murat, théâtre de la Porte-Saint-Martin : le Vieux
- 1999-2000 : À torts et à raisons de Ronald Harwood, mise en scène Marcel Bluwal, théâtre Montparnasse : Wilhelm Furtwängler

### 2000-2019

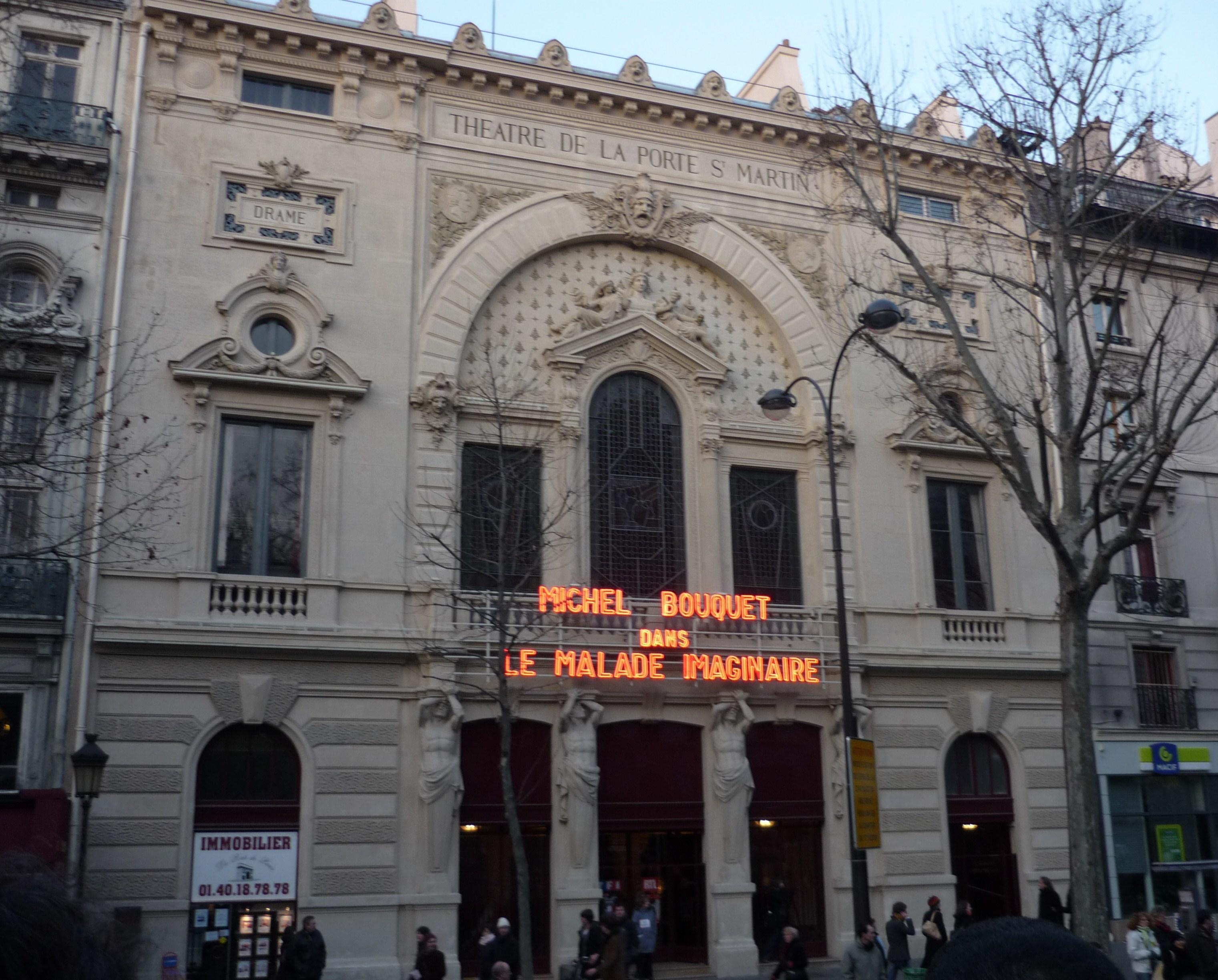
Le Malade imaginaire en 2009 au théâtre de la Porte-Saint-Martin.

- 2001 : À torts et à raisons de Ronald Harwood, mise en scène Marcel Bluwal, théâtre des Célestins : Wilhelm Furtwängler
- 2002-2003 : Minetti de Thomas Bernhard, mise en scène Claudia Stavisky, théâtre des Célestins, Festival d'Avignon, théâtre de la Ville : Minetti
- 2004-2006 : Le roi se meurt d'Eugène Ionesco, mise en scène Georges Werler, théâtre Hébertot, théâtre des Célestins : Bérenger Ier
- 2007-2008 : L'Avare de Molière, mise en scène Georges Werler, théâtre de la Porte-Saint-Martin, tournée : Harpagon
- 2008-2009 : Le Malade imaginaire de Molière, mise en scène Georges Werler, théâtre de la Porte-Saint-Martin, tournée : Argan
- 2010-2014 : Le roi se meurt d'Eugène Ionesco, mise en scène Georges Werler, comédie des Champs-Élysées, tournée, théâtre des Nouveautés, théâtre Hébertot : Bérenger Ier
- 2015-2016 : À torts et à raisons de Ronald Harwood, mise en scène Georges Werler, tournée, théâtre Hébertot : Wilhelm Furtwängler
- 2017 : Le Tartuffe de Molière, mise en scène de Michel Fau, théâtre de la Porte-Saint-Martin : Orgon

### Captations
Les trois pièces avec Michel Bouquet filmées intégralement pour la télévision sont : 
- Le roi se meurt d'Eugène Ionesco, mis en scène par Georges Werler et filmé par Roberto Maria Grassi au théâtre Hébertot en 2005 coproduction Arte, France 4, La Compagnie des Indes. Avec Juliette Carré, Valérie Karsenti, Jacques Zabor, Jacques Échantillon et Nathalie Niel.
- Le Malade imaginaire de Molière, mis en scène par Georges Werler, réalisé par Patrick Czaplinski enregistré au théâtre de la Porte-Saint-Martin les 31 janvier et 1er février 2009, production Jean-Claude Camus, La Compagnie des Indes, Gildas le Roux, théâtre de la Porte-Saint-Martin et la participation de France 2. Avec Juliette Carré, Julie de Bona, Christian Bouillette, Pierre-Alain Chapuis, Clémence Faure, Pierre Forest, Sylvain Machac, Patrick Payet, Sébastien Rognoni, Hélène Seuzaret, Pierre Val.
- À torts et à raisons de Ronald Harwood, mis en scène de Georges Werler et filmé au théâtre Hébertot avec la participation de France 3. Avec Juliette Carré, Francis Lombrail, Didier Brice, Margaux Van Den Plas, Damien Zanoly.

## Filmographie

### Cinéma

#### Longs métrages
- 1947 : Monsieur Vincent de Maurice Cloche : le tuberculeux
- 1947 : Brigade criminelle de Gilbert Gil : le tueur
- 1948 : Manon d'Henri-Georges Clouzot : le second
- 1949 : Pattes blanches de Jean Grémillon : Maurice
- 1951 : Deux Sous de violettes de Jean Anouilh : Maurice Desforges
- 1951 : Trois Femmes, sketch L'Héritage d'André Michel : M. Lesable
- 1953 : Les Crimes de l'amour, segment Mina de Vanghel de Maurice Clavel et Maurice Barry : narrateur
- 1954 : Si Versailles m'était conté… de Sacha Guitry : André Chénier (non crédité)
- 1955 : La Tour de Nesle d'Abel Gance : Louis X
- 1957 : Le Piège de Charles Brabant : le commissaire
- 1959 : Katia de Robert Siodmak : Jeliabov
- 1964 : Les Amitiés particulières de Jean Delannoy : le père de Trennes
- 1964 : La Fabuleuse Aventure de Marco Polo de Denys de La Patellière : narrateur
- 1965 : Le Tigre se parfume à la dynamite de Claude Chabrol : Jacques Vermorel
- 1967 : Lamiel de Jean Aurel : le docteur Sansfin
- 1967 : La Route de Corinthe de Claude Chabrol : Sharps
- 1968 : La mariée était en noir de François Truffaut : Coral
- 1969 : La Femme infidèle de Claude Chabrol : Charles Desvallées
- 1969 : La Sirène du Mississippi de François Truffaut : M. Comolli
- 1970 : Borsalino de Jacques Deray : Maître Rinaldi
- 1970 : Le Dernier Saut d'Édouard Luntz : Jauran
- 1970 : La Rupture de Claude Chabrol : Ludovic Régnier
- 1970 : Un condé d'Yves Boisset : l'inspecteur Favenin
- 1971 : Comptes à rebours de Roger Pigaut : Valberg
- 1971 : Juste avant la nuit de Claude Chabrol : Charles Masson
- 1971 : Malpertuis de Harry Kümel : Dideloo
- 1971 : Papa les p'tits bateaux de Nelly Kaplan : Marc
- 1972 : L'Humeur vagabonde d'Édouard Luntz : Marcel Bingeot, et 19 autres rôles
- 1972 : Trois Milliards sans ascenseur de Roger Pigaut : Albert
- 1972 : L'Attentat d'Yves Boisset : Maître Lempereur
- 1972 : Paulina 1880 de Jean-Louis Bertuccelli : Pandolfini
- 1973 : Le Serpent d'Henri Verneuil : Tavel
- 1973 : Le Complot de René Gainville : le commissaire divisionnaire Lelong
- 1973 : Il n'y a pas de fumée sans feu d'André Cayatte : M. Morlaix
- 1973 : Les Anges de Jean Desvilles
- 1973 : Défense de savoir de Nadine Trintignant : Cristani
- 1973 : Deux Hommes dans la ville de José Giovanni : l' inspecteur Goitreau
- 1973 : Les grands sentiments font les bons gueuletons de Michel Berny : Claude Reverson
- 1973 : La Sainte Famille de Pierre Koralnik : Storm
- 1974 : La Main à couper d'Étienne Périer : Georges Noblet
- 1974 : La dynamite est bonne à boire d'Aldo Sambrell
- 1974 : France société anonyme d'Alain Corneau : le trafiquant
- 1974 : Bons baisers... à lundi de Michel Audiard : Nez d'bœuf
- 1974 : Les Suspects, de Michel Wyn : le procureur Gaston Delarue
- 1975 : Thomas, de Jean-François Dion : André, le père de Thomas
- 1975 : Au-delà de la peur de Yannick Andréi : Claude Belar
- 1976 : Vincent mit l'âne dans un pré (et s'en vint dans l'autre) de Pierre Zucca : Pierre Vergne
- 1976 : Le Jouet de Francis Veber : Pierre Rambal-Cochet
- 1978 : La Raison d'État d'André Cayatte : François Jobin
- 1978 : L'Ordre et la Sécurité du monde de Claude d'Anna : le banquier Muller
- 1981 : La Fuite en avant ou Le Compromis de Christian Zerbib : Vanderkeulen
- 1981 : Les Jeux de la comtesse Dolingen de Gratz de Catherine Binet[réf. nécessaire]
- 1982 : Les Misérables de Robert Hossein : l'inspecteur Javert
- 1985 : Poulet au vinaigre de Claude Chabrol : Hubert Lavoisier
- 1987 : Le Festin de Babette de Gabriel Axel : narrateur
- 1991 : Toto le héros de Jaco Van Dormael : Thomas vieux
- 1991 : Tous les matins du monde d'Alain Corneau : Baugin
- 1993 : La Joie de vivre de Roger Guillot : M. Charme
- 1995 : Élisa de Jean Becker : Samuel
- 2000 : Le Manuscrit du prince de Roberto Andò : Giuseppe Tomasi di Lampedusa
- 2001 : Comment j'ai tué mon père d'Anne Fontaine : Maurice, le père de Jean-Luc
- 2001 : Leïla de Gabriel Axel : narrateur
- 2003 : Les Côtelettes, de Bertrand Blier : M. Potier
- 2004 : L'Après-midi de monsieur Andesmas de Michelle Porte : M. Andesmas
- 2005 : Le Promeneur du Champ-de-Mars de Robert Guédiguian : le président
- 2010 : La Petite Chambre de Stéphanie Chuat et Véronique Reymond : Edmond
- 2012 : Renoir de Gilles Bourdos : Auguste Renoir
- 2015 : L'Antiquaire de François Margolin : Raoul
- 2016 : L'Origine de la violence d'Élie Chouraqui : Marcel Fabre
- 2020 : Villa Caprice de Bernard Stora : Marcel Germon
- 2021 : Cérémonie secrète de Tatiana Becquet Genel : Maxime

#### Courts et moyens métrages
- 1958 : Bonjour, Monsieur La Bruyère, court métrage de Jacques Doniol-Valcroze : La Bruyère
- 1960 : Le Sourire, court métrage de Serge Bourguignon : narrateur
- 1962 : Alpha, Béta, Gamma, court métrage d'André Vétusto : narrateur
- 1980 : Histoire du petit chaperon rouge, court métrage de Deva Sugeeta : narrateur
- 2014 : Rebecca, moyen métrage de Tatiana Becquet-Genel : une hallucination

#### Documentaires
- 1953 : Peter Bruegel l'Ancien, court métrage documentaire d'Edmond Lévy, Arcady Brachlianoff et Gilbert Pignol : narrateur
- 1955 : Visages de Paris, court-métrage documentaire de François Reichenbach : narrateur
- 1956 : Nuit et Brouillard d'Alain Resnais : narrateur
- 1956 : Magirama, segment Auprès de ma blonde d'Abel Gance
- 1956 : Novembre à Paris, court-métrage de François Reichenbach : narrateur
- 1958 : Les Icônes : Présence de l'invisible, court métrage de Jean-Claude Sée : narrateur
- 1958 : Images des mondes perdus, court métrage de Philippe Lifchitz : narrateur
- 1959 : Les Peintres romans, court métrage documentaire d’Édouard Logereau : narrateur

- 1961 : Regard sur la folie, moyen métrage documentaire de Mario Ruspoli : narrateur
- 1961 : Rodolphe Bresdin, court métrage documentaire de Nelly Kaplan : narrateur
- 1962 : Égypte o Égypte : Images du ciel, moyen métrage documentaire de Jacques Brissot et Pierre Schaeffer : narrateur
- 1965 : Le Dernier Matin de Percy Shelley, court métrage documentaire de Jean Chapot : narrateur
- 1966 : Équivoque 1900, court métrage documentaire de Monique Lepeuve : narrateur
- 1969 : Dieu a choisi Paris de Gilbert Prouteau et Philippe Arthuys : narrateur
- 1969 : Un mur à Jérusalem, court métrage de Frédéric Rossif et Albert Knobler : narrateur

- 1971 : Le Bonheur dans 20 ans, court métrage d'Albert Knobler : narrateur
- 1974 : Le Volet, court métrage documentaire de Carlos Vilardebó : narrateur
- 1976 : Métamorphose, court métrage de Pierre de Roubaix : narrateur
- 1976-1987 :
  - Reims, cathédrale du sacre, court métrage documentaire de Paul Barba-Negra : narrateur
  - Paris, arche du temps, court métrage documentaire de Paul Barba-Negra : narrateur
  - Delphes, nombril du monde grec, court métrage documentaire de Paul Barba-Negra : narrateur
  - Le Serpent à plumes et les Peuples du cinquième soleil, court métrage documentaire de Paul Barba-Negra : narrateur
  - Versailles, le palais temple du roi soleil, court métrage documentaire de Paul Barba-Negra : narrateur
  - Le Mont Saint-Michel et l'archange lumière, court métrage documentaire de Paul Barba-Negra : narrateur
  - Teotihuacan, capitale mythique du Mexique ancien, court métrage documentaire de Paul Barba-Negra : narrateur
  - Égypte, miroir du ciel, court métrage documentaire de Paul Barba-Negra : narrateur
  - Le Pharaon, roi prêtre de l'ancienne Égypte, court métrage documentaire de Paul Barba-Negra : narrateur
  - Le Temple grec, berceau du monde moderne, court métrage documentaire de Paul Barba-Negra : narrateur
  - Notre-Dame de Paris, rosace du monde, moyen métrage documentaire de Paul Barba-Negra : narrateur

- 1993 : L'Œil de Vichy de Claude Chabrol : narrateur
- 1997 : Milice, film noir d'Alain Ferrari : narrateur

- 2002 : Arbres, moyen métrage de Sophie Bruneau et Marc-Antoine Roudil : narrateur

### Télévision

#### Téléfilms
- 1952 : Le Profanateur de René Lucot
- 1959 : La Pavane de Blois de Claude Dague : Henri III
- 1961 : Plainte contre inconnu de Marcel Cravenne : Kopak
- 1964 : Fenêtre sur jardin de Claude Loursais : Michel Lescure
- 1964 : La Montre en or de Guy Lessertisseur : Mulot
- 1965 : Le Faiseur d'Honoré de Balzac, réalisation Jean-Pierre Marchand
- 1965 : L'Accusateur public de René Lucot : Fouquier-Tinville
- 1966 : L'Affaire Bouquet de Pierre Nivollet
- 1967 : Julie de Chaverny ou la Double Méprise  de Jean-Pierre Marchand : narrateur
- 1967 : La Cigale de Guy Lessertisseur : Ossip Dymov
- 1967 : Meurtre dans la cathédrale de Maurice Cazeneuve
- 1967 : La Plaie et le Couteau : Charles Baudelaire de Yannick Bellon : un causeur dans le boudoir
- 1968 : Les Méfaits du tabac d'André Michel
- 1971 : Le Malade imaginaire de Molière, réalisation Claude Santelli : Argan
- 1971 : Le Tartuffe ou l'Imposteur de Molière, réalisation de Marcel Cravenne : Tartuffe
- 1977 : Les Anneaux de Bicêtre de Louis Grospierre : René Maugras
- 1977 : Monsieur Klebs et Rosalie de René de Obaldia, réalisation Jacques Duhen : M. Klebs
- 1978 : Les Jeunes Filles de Lazare Iglesis : narrateur
- 1978 : La Ronde de nuit de Gabriel Axel : Rembrandt Van Rijn
- 1980 : Le Neveu de Rameau de Claude Santelli : le neveu de Rameau
- 1980 : Le Curé de Tours de Gabriel Axel : l'abbé Troubet
- 1981 : Antoine et Julie de Gabriel Axel : Antoine
- 1982 : La Danse de mort de Claude Chabrol : Edgar
- 1982 : La Sorcière de Charles Brabant : Jules Michelet
- 1982 : Mozart (feuilleton) de Marcel Bluwal : Leopold Mozart
- 1983 : Le Secret de monsieur L de Pierre Zucca : Victor Lumen
- 1984 : Le Scénario défendu de Michel Mitrani : le président Caillet
- 1984 : Christmas Carol de Pierre Boutron : Ebenezer Scrooge
- 1985 : Le Regard dans le miroir de Jean Chapot : Mathias
- 1985 : Patte de velours de Nelly Kaplan : Quid
- 1992 : L'Arbre de la discorde de François Rossini : Monsieur Paul
- 1992 : Le Signe du pouvoir (it) (Segno del comando) de Giulio Questi : le marquis de Santerre
- 1993 : Pour demain de Fabrice Cazeneuve : Pierre Corneille
- 2005 : Le roi se meurt d'Eugène Ionesco, réalisation Roberto Maria Grassi : Bérenger Ier
- 2005 : L'Avare de Molière, réalisation Christian de Chalonge : Harpagon

#### Séries télévisées
- 1958 : La caméra explore le temps : La Mort de Marie-Antoinette de Stellio Lorenzi : Robespierre
- 1961 : La caméra explore le temps : Le Drame de Sainte-Hélène de Guy Lessertisseur : Sir Hudson Lowe
- 1963 : La caméra explore le temps : Le Procès de Charles Ier, roi d'Angleterre de Guy Lessertisseur : Charles Ier
- 1964 : Les Cinq Dernières Minutes, épisode Fenêtre sur jardin de Claude Loursais : Michel Lescure
- 1965 : Le Théâtre de la jeunesse : Ésope de Éric Le Hung : Ésope
- 1973 : Témoignages, épisode Peter d'Édouard Luntz : narrateur
- 1978 : Les Grandes Conjurations : Les Fantômes du palais d'Hiver de Louis Grospierre : Paul Ier
- 1984 : Meurtre avec préméditation, épisode Pêchés originaux de Michel Mitrani : le juge d'instruction
- 1985 : La Saison des loups, épisode Les Colonnes du ciel de Gabriel Axel : le père Boissy
- 1989 : Les Nuits révolutionnaires de Charles Brabant : Vilain, l'usurier
- 1992 : Maigret, épisode Maigret et la Maison du juge de Bertrand Van Effenterre : le juge Forlacroix

#### Documentaires
- 1968 : Roi de Bavière de Frédéric Rossif : narrateur
- 1972 : André Malraux : La Légende du siècle de Claude Santelli : narrateur
- 1977 : Jacques Prévert, moyen métrage documentaire de Jean Desvilles : témoignage
- 1979 : Portrait : Michel Bouquet de Germaine Cohen : lui-même
- 1985 : Hommage à Charles Dullin de Georges Paumier : témoignage
- 2011 : Le Temps des vertiges : Michel Bouquet[25] de Jean-Pierre Larcher : lui-même
- 2014 : Voyage d'hiver : Michel Bouquet[26] de Jean-Pierre Larcher : lui-même
- 2015 : La Vénus au miroir : Michel Bouquet[27] de Jean-Pierre Larcher : lui-même
- 2019 : Ma vie dessinée[28] de Vincent Pouchain : Arnaud de Roquefeuil
- 2021 : Juste avant la nuit : Michel Bouquet de Jean-Pierre Larcher : lui-même

## Discographie
- 1960 : Ballade de celui qui chanta dans les supplices, cantate de Joseph Kosma sur un poème de Louis Aragon, René Schmidt (ténor), Xavier Depraz (basse), solistes de l'orchestre du Théâtre national de l'Opéra, Serge Baudo (dir.), disque Vega T35A2501

Michel Bouquet a également donné des cours et des lectures qui ont été enregistrés et ultérieurement rendus disponibles sur disque :
- 1985 : Michel Bouquet dit Victor Hugo (œuvres poétiques)
- 1995 : Les Mots de Jean-Paul Sartre
- 2003 : Nouvelles extraordinaires de Miguel de Cervantes
- 2006 : Professeur au Conservatoire (anthologie 1986-1987)
- 2006 : Lettres non postées de Léo Ferré
- 2016 : Molière, Shakespeare, Corneille, Beckett, Pinter... expliqués par Michel Bouquet - Documents inédits 1986-1987
- 2017 : Brassens sur parole(s) - lecture du poème Il n'y a pas d'amour heureux
- 2019 : Michel Bouquet lit Jean de La Fontaine, direction artistique d'Ulysse Di Gregorio

Par ailleurs, Michel Bouquet a participé à l'enregistrement d'extraits du Misanthrope de Molière (rôle de Philinte) pour les Sélections sonores Bordas.
Il a également enregistré en livre audio Les Mots de Jean-Paul Sartre en 1995 chez Audilivre.

## Radio
- 1953 : Les annales de la violence, épisode Le nouveau procès de Ravaillac de Georges Neveux, diffusé le 8 novembre 1953 sur la chaîne France III Nationale de la RTF[29]
- 1958 : Les maîtres du mystère, Le procès Bellamy de Frances Noyes Hart (adaptation de Jean Cosmos), diffusé en quatre épisodes hebdomadaires à partir du 18 février 1958 sur la chaîne France II Nationale de la RTF[30]
- 1961 : Les maîtres du mystère, épisode Station-service de Jacques Fayet, diffusé le 28 novembre 1961 sur la chaîne France II Régionale de la RTF[31]
- 1962 : Les maîtres du mystère, épisode Pauvre duc de Jacques Fayet, RTF
- 1962 : Les maîtres du mystère, épisode Deux hommes dans la nuit de Jean Cosmos, RTF

## Distinctions

### Décorations
- Grand-croix de la Légion d'honneur (13 juillet 2018)[32],[33].Michel Bouquet avait été nommé chevalier le 19 mai 1983, officier le 3 avril 1996[34], commandeur le 13 juillet 2007[35] et grand officier le 12 juillet 2013[36].
- Chevalier de l'ordre national du Mérite
- Commandeur de l'ordre des Arts et des Lettres[37].
- Médaille d'or de la Renaissance française (15 mai 2019)[38].

### Récompenses

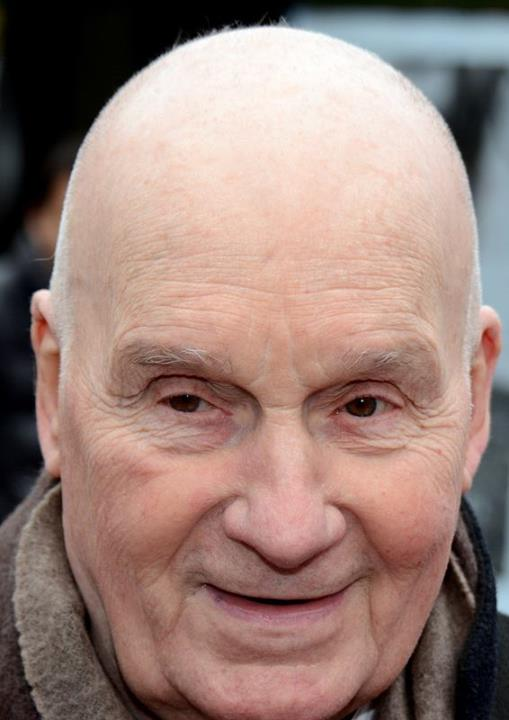
Michel Bouquet au déjeuner des nommés des César du cinéma 2014.

- Prix du Syndicat de la critique 1967 : Meilleur comédien pour Témoignage irrecevable

- Prix du Syndicat de la critique 1976 : Meilleur comédien pour Monsieur Klebs et Rozalie

- Prix du Syndicat de la critique 1983 : Meilleur comédien pour Le Neveu de Rameau

- Prix du cinéma européen 1991 : Meilleur acteur européen pour Toto le héros

- Grand prix national du théâtre 1994

- Molières 1998 : Molière du comédien pour Les Côtelettes

- Plaisir du théâtre 1999

- César 2002 : César du meilleur acteur pour Comment j'ai tué mon père

- Lumières 2002 : Lumière du meilleur acteur pour Comment j'ai tué mon père

- Molières 2005 : Molière du comédien pour Le roi se meurt

- César 2006 : César du meilleur acteur pour Le Promeneur du Champ-de-Mars

- Grand Prix In Honorem 2006 de l'Académie Charles-Cros

- Festival 2 Cinéma de Valenciennes 2013 : Trophée d'honneur (remis par Anne Consigny, Anne Fontaine et Jaco Van Dormael)

- Molières 2014 : Molière d'honneur pour l'ensemble de sa carrière

- Coup de cœur Parole Enregistrée et Documents Sonores 2019 de l’Académie Charles-Cros pour la lecture de Jean de La Fontaine – sélection de Fables et extrait du Songe de Vaux, proclamé le 15 septembre 2019 au Jardin du musée Jean-de-La-Fontaine à Château-Thierry[39]

### Nominations
- Molières 1987 : Molière du comédien pour Le Malade imaginaire

- Molières 1988 : Molière du comédien pour Le Malade imaginaire

- Molières 2000 : Molière du comédien pour À torts et à raisons

- Molières 2007 : Molière du comédien pour L'Avare

- César 2014 : César du meilleur acteur pour Renoir

- Molières 2016 : Molière du comédien dans un spectacle de théâtre privé pour À torts et à raisons

## Publications
- Michel Bouquet et Charles Berling, Les Joueurs (Entretiens), Paris, Grasset, 2001, 268 p. (ISBN 978-2246616313)Adapté au théâtre en 2020 sous le titre Je ne suis pas Michel Bouquet avec Maxime d'Aboville au théâtre de Poche-Montparnasse.Michel Bouquet et André Coutin, L'homme en jeu, Paris, Robert Laffont, 1979, 227 p. (ISBN 2-221-00360-8)
- Michel Bouquet et Jean-Jacques Vincensini[40], La Leçon de comédie, Paris, Klincksieck/Archimbaud, 2010, 192 p. (ISBN 978-2-252-03788-1)
- Michel Bouquet et Fabienne Pascaud, Mémoire d'acteur, Paris, Plon, 2011, 268 p. (ISBN 2-259-21531-9)
- Michel Bouquet raconte Molière, Paris, Éditions Philippe Rey, 2017, 192 p.  (ISBN 978-2-84876-638-6)